# Klárus z Vallis Regia
Svatý Klárus z Vallis Regia byl pravděpodobně biskup nebo opat nebo obojí; záznamy o něm jsou velmi nejasné. Hlavním místem uctívání je Vallis Regia u Janova.
Zemřel roku 1043. Jeho svátek se slaví 1. ledna ale také někdy 4. května.